# DDR-Mannschaftsmeisterschaft im Schach 1966
Die DDR-Mannschaftsmeisterschaft im Schach 1966 gewann die erste Mannschaft des TSC Berlin und war damit DDR-Mannschaftsmeister. TSC Berlin I siegte mit deutlichem Vorsprung und sicherte sich nach den Jahren 1959 bis 1961, 1963 und 1965 seinen sechsten deutschen Meistertitel.
Gespielt wurde ein Rundenturnier, wobei jede Mannschaft gegen jede andere jeweils zwei Mannschaftskämpfe an acht Brettern austrug.

## DDR-Mannschaftsmeisterschaft 1966

### Kreuztabelle der Oberliga (Rangliste)
|    | Verein                    | 1   | 2   | 3   | 4    | 5    | 6    | 7    | 8    | 9    | 10   | Punkte |
| -- | ------------------------- | --- | --- | --- | ---- | ---- | ---- | ---- | ---- | ---- | ---- | ------ |
| 1  | TSC Berlin I              |     | 7,0 | 9,0 | 13,0 | 8,5  | 12,0 | 12,5 | 13,5 | 12,5 | 15,0 | 103,0  |
| 2  | SC Chemie Halle           | 9,0 |     | 8,5 | 12,0 | 9,0  | 11,5 | 10,0 | 11,5 | 10,5 | 14,0 | 96,0   |
| 3  | SC Leipzig I              | 7,0 | 7,5 |     | 10,5 | 8,5  | 11,0 | 12,0 | 13,5 | 12,5 | 10,5 | 93,0   |
| 4  | Post Dresden I            | 3,0 | 4,0 | 5,5 |      | 12,5 | 12,0 | 8,0  | 11,5 | 9,0  | 12,0 | 77,5   |
| 5  | TSC Berlin II             | 7,5 | 7,0 | 7,5 | 3,5  |      | 8,5  | 7,0  | 10,5 | 10,0 | 12,0 | 73,5   |
| 6  | SC Leipzig II             | 4,0 | 4,5 | 5,0 | 4,0  | 7,5  |      | 8,0  | 6,5  | 11,0 | 11,0 | 61,5   |
| 7  | Post Dresden II           | 3,5 | 6,0 | 4,0 | 8,0  | 9,0  | 7,0  |      | 7,5  | 6,5  | 8,5  | 60,0   |
| 8  | ASG / HSG Greifswald      | 2,5 | 4,5 | 2,5 | 4,5  | 5,5  | 9,5  | 8,5  |      | 12,5 | 7,5  | 57,5   |
| 9  | Lok Leipzig Mitte         | 3,5 | 5,5 | 3,5 | 7,0  | 6,0  | 5,0  | 9,5  | 3,5  |      | 9,0  | 52,5   |
| 10 | Motor Leipzig-Gohlis Nord | 1,0 | 2,0 | 5,5 | 4,0  | 4,0  | 5,0  | 7,5  | 8,5  | 7,0  |      | 44,5   |

### Erfolgreichste Spieler an den einzelnen Brettern
| Brett | Spieler            | Verein    | Punkte | Partien |
| ----- | ------------------ | --------- | ------ | ------- |
| 1     | Burkhard Malich    | Halle     | 12,0   | 16      |
| 2     | Lothar Zinn        | Berlin I  | 13,0   | 17      |
| 3     | Heinz Liebert      | Halle     | 15,5   | 18      |
| 4     | Manfred Schöneberg | Leipzig I | 13,0   | 18      |
| 5     | Bodo Starck        | Berlin I  | 10,0   | 17      |
| 6     | Dieter Brüntrup    | Berlin I  | 13,5   | 18      |
| 7     | Uwe Fritsche       | Leipzig I | 12,5   | 16      |
| 8     | Horst Rittner      | Berlin I  | 13,0   | 16      |

### Die Meistermannschaft
| 1.            | TSC Berlin I |
| Schachfiguren | Reinhart Fuchs, Lothar Zinn, Werner Golz, Fritz Baumbach, Bodo Starck, Dieter Brüntrup, Hermann Brameyer, Horst Rittner sowie die Ersatzspieler Olaf Thal, Franz Stahl und Berthold Koch |

### DDR-Liga
| Platz | Verein                  | Punkte |
| ----- | ----------------------- | ------ |
| 1     | Lok Rostock             | 67,5   |
| 2     | Motor SO Magdeburg      | 65,0   |
| 3     | Lok Berlin-Pankow       | 65,0   |
| 4     | Wissenschaft Potsdam    | 60,5   |
| 5     | Chemie Piesteritz       | 59,0   |
| 6     | Einheit Friesen Berlin  | 50,5   |
| 7     | Motor Rostock           | 42,0   |
| 8     | Wissenschaft Potsdam II | 38,5   |

| Platz | Verein                    | Punkte |
| ----- | ------------------------- | ------ |
| 1     | Lok Dresden               | 71,0   |
| 2     | Motor Weimar              | 60,0   |
| 3     | Chemie Lützkendorf        | 59,0   |
| 4     | Motor IFA Karl-Marx-Stadt | 57,0   |
| 5     | Aufbau Mitte Dresden      | 56,5   |
| 6     | Motor Görlitz             | 56,5   |
| 7     | SC Chemie Halle II        | 55,0   |
| 8     | Lok Geiz                  | 33,0   |

### Aufstiegsspiele zur DDR-Liga
| Platz | Verein                 | Punkte |
| ----- | ---------------------- | ------ |
| 1     | Lok Stralsund          | 27,0   |
| 2     | Medizin Neubrandenburg | 23,5   |
| 3     | Chemie Köpenick        | 23,5   |
| 4     | Rotation Schwedt       | 22,0   |

| Platz | Verein                 | Punkte |
| ----- | ---------------------- | ------ |
| 1     | Aufbau Börde Magdeburg | 34,5   |
| 2     | Lok Brandenburg        | 23,0   |
| 3     | Veritas Wittenberge    | 21,0   |
| 4     | Lok Aschersleben       | 17,5   |

| Platz | Verein                       | Punkte |
| ----- | ---------------------------- | ------ |
| 1     | Motor Dresden Ost            | 28,0   |
| 2     | Lok Karl-Marx-Stadt          | 27,0   |
| 3     | Motor Gohlis Nord Leipzig II | 25,5   |
| 4     | Chemie Schwarzheide          | 15,5   |

| Platz | Verein                  | Punkte |
| ----- | ----------------------- | ------ |
| 1     | Motor RFT Gera          | 30,0   |
| 2     | Empor Erfurt            | 29,0   |
| 3     | Einheit Pädagogik Halle | 19,5   |
| 4     | Einheit Bad Salzungen   | 17,5   |

## DDR-Mannschaftsmeisterschaft der Frauen 1966

### Oberliga
| Platz | Verein          | Punkte |
| ----- | --------------- | ------ |
| 1     | HSG Uni Leipzig | 41,0   |
| 2     | SC Chemie Halle | 38,5   |
| 3     | Lok Erfurt      | 36,5   |
| 4     | Lok Dresden     | 29,0   |
| 5     | Post Berlin     | 22,0   |
| 6     | Lok Bad Kleinen | 13,0   |

### DDR-Liga
| Platz | Verein                    | Punkte |
| ----- | ------------------------- | ------ |
| 1     | Empor Potsdam             | 23,0   |
| 2     | Aufbau Börde Magdeburg    | 18,0   |
| 3     | HSG Uni Leipzig II        | 16,5   |
| 4     | Lok Karl-Marx-Stadt       | 14,5   |
| 5     | Aufbau Börde Magdeburg II | 11,5   |
| 6     | TSG Gröditz               | 06,5   |

## Jugendmeisterschaften
| männlich   | weiblich     |
| ---------- | ------------ |
| TSC Berlin | Chemie Leuna |